# متلازمة الانضغاط العصبي
متلازمة الانضغاط العصبي (بالإنجليزية: Nerve compression syndrome)‏ أو أيضا الاعتلال العصبي الانحصاري، هي حالة طبية ناجمة عن الضغط المباشر على العصب. تعرف هذه الحالة لدى العامية تحت اسم العصب المنحصر، على الرغم من أن هذا المصطلح قد يشير أيضا إلى انضغاط جذر العصب، الذي يحدث بسبب الانزلاق غضروفي على سبيل المثال.
تظهر لدى المصابين بمتلازمة الانضغاط العصبي أعراض تتراوح ما بين الألم والوخز والخدر وضعف العضلات. تؤثر الأعراض بشكل خاص على جزء واحد فقط من الجسم، وهذا يتوقف على العصب المتأثر. تساعد دراسات التوصيل العصبي على تأكيد التشخيص. في بعض الحالات، قد تساعد الجراحة على تخفيف الضغط على العصب ولكن ذلك لا يخفف دائما جميع الأعراض. إصابة العصب نتيجة حادثة صدمة جسدية واحدة هي في بعض الحالات اعتلال عصبي انضغاطي ولكنها لا تدرج عادة تحت هذا العنوان.

## المرض
يعمل الضغط الخارجي على تقليل تدفق الدم في الأوعية التي تغذي العصب بالدم (أوعية الأعصاب). الشئ الذي يسبب نقص التروية محلية، يكون لها تأثير فوري على قدرة الالمحاور العصبية على نقل جهود الفعل. عندما يصبح الضغط أكثر حدة بمرور الوقت، يحدث نزع الميالين البؤري، يتبعه ضرر في المحاور العصبية، ثم أخيرا التندب.

## الأعراض والعلامات
تشمل أعراض الإصابة بمتلازمة الانضغاط العصبي، شعور المريض بوخز، وخدر و/أو حرقان في منطقة الجسم المتضررة نتيجة انضغاط العصب. قد تظهر هذه الأعراض مباشرة بعد التعرض للأذية أو قد تحدث بعد مرور عدة ساعات أو حتى أيام بعد ذلك. الشعور بالألم كواحد من أعراض انحباس العصب يكون أقل شيوعا مقارنة بالوخز أو الخدر، على الرغم من أن الإحساس بحرقان، إذا ما حدث، قد يصنف (حسب الفرد) كألم.

## المسببات
يمكن لانضغاط العصب أن يتم عن طريق قوة خارجية طويلة أو متكررة، على سبيل المثال عند جلوس الشخص مع وضع الذراع على مؤخرة الكرسي (العصب الكعبري)، إراحة واحد من المرفقين بشكل مستمر على الطاولة (العصب الزندي)، أو الضماضات غير المناسب أو الدعامة على الساق (العصب الشظوي). في المقابل، يمكن لجزء من جسم المريض نفسه أن يسبب الضغط، حيث يستخدم مصطلح الاعتلال العصبي الانحصاري لوصف هذه الحالة. قد تكون البنية المسببة للأذى عبارة عن آفة واضحة المعالم مثل الورم (على سبيل المثال الورم الشحمي، الورم لالليفي العصبي أو الانبثاث)، التكيس العقدي أو التورم الدموي. بدلا من ذلك، قد يكون هناك تمدد في الأنسجة حول العصب في مساحة حيث يوجد مجال صغير لهذا يحدث، كما هو الحال في كثير من الأحيان في متلازمة النفق الرسغي. قد يكون هذا بسبب زيادة الوزن أو الوذمة المحيطية (خاصة أثناء الحمل)، أو بسبب حالة معينة مثل ضخامة الأطراف أو قصور الدرقية  أو تصلب الجلد والصدفية.

## العلاج
عندما تكون الحالة الطبية الكامنة سببا في حدوث اعتلال عصبي، يجب أولا توجيه العلاج وفقا لهذا الحالة. على سبيل المثال، إذا كان اكتساب الوزن هو السبب الأساسي، فإن برنامج إنقاص الوزن يكون هو العلاج الأنسب. الاعتلال العصبي الناجك عن الضغط الذي يحدث أثناء الحمل يختفي في غالب الأحيان بعد الولادة، لذلك لا يتطلب الأمر علاجا محددا.
في حالات أخرى، ولعلاج بعض حالات الانضغاط العصبي يجب اللجوء إلى تدخل جراحي، كما هو الشأن في حالات متلازمة النفق الرسغي وانحباس العصب الزندي.
يعتمد أمر اتخذ القرار بإجراء الجراحة على خصوصية كل حالة على حدى وأيضا على شدة الأعراض، ومخاطر العملية المقترحة، وتوقعات سير المرض في حالة ما إذا لم يتم العلاج. بعد الجراحة، قد تزول الأعراض بشكل نهائي، ولكن في بعض الحالات التي يكون الضغط فيها شديدا أو لفترات طويلة بما فيه الكفاية، قد لا يشفى فيها العصب تماما، ويمكن لبعض الأعراض أن تستمر. قد يكون العلاج الدوائي مفيد في علاج حالة معينة (بما في ذلك الوذمة المحيطية) أو لتخفيف ألم الاعتلال العصبي.
ينص كتاب عن التدليك  على أن التدليك يمكن أن يخفف على الأقل من بعض أعراض الانحصار: 
 الهدف الأساسي في علاج أمراض الضغط أو التوتر العصبي هو تخفيف القوى المعاكسة على العصب. إذا كان نسيج لين ما يقد العصب أو يحبسه، قلل التوتر في هذا النسيج حتى لا يعود العصب محصورا. توخى الحذر أثناء العلاج لتجنب المزيد من الضغط على العصب المصاب، مما يزيد من سوء الأعراض. يساعد علاج الأنسجة اللينة على تقليل الضغط أو التوتر المعاكس، ولكنه في الوقت نفسه لا يسرع من شفاء الأمراض العصبية، والتي تكون عملية التئامها بطيئة جدا. مع ذلك، فإن إنشاء بيئة مثالية لعملية الشفاء في الجسم هي أمر ضروري لعملية استرداد أكثر كفاءة. التدليك هو علاج مساعد فعال في تقنيات التعبئة العصبية، التي تستخدم لتحرير الأعصاب المقيدة أو المحصورة في اضطرابات التوتر العصبي.